# کانا ۱۳۲۳۹
سیارک ۱۳۲۳۹ (به انگلیسی: 13239 Kana، نامگذاری:1998KN) سیزده هزار و دویست و سی و نهمین سیارک کشف شده‌است که در ۲۱ مه ۱۹۹۸ کشف شد.
قدر مطلق سیارک برابر ۱۵٫۱۰ است.